# Ruellia jimulcensis
Ruellia jimulcensis är en akantusväxtart som beskrevs av J.A. Villarreal Q.. Ruellia jimulcensis ingår i släktet Ruellia och familjen akantusväxter. Inga underarter finns listade i Catalogue of Life.